# 타포차우산
타푸차우산 (Mount Tapochau)은 사이판에 있는 해발 474m 높이의 산이다. 정상에는 예수상이 있고, 매년 부활절 때마다 원주민 차모로인들은 올라와 예배를 한다. 사이판에서 가장 높은 지점으로 올라가면 섬 전체가 보인다. 이 때문에 제2차 세계대전 당시 중요한 격전지가 되기도 했다. 올라가는 길이 가파르기 때문에 승용차로는 올라가기 힘들고, 가이드 대동하여 올라가기도 한다. 사이판의 주요 관광지이며, 아름다운 바다경치가 보인다. 일년 중 120일만 좋은 날씨이고, 그때는 근처 티니안, 마나가하섬을 볼 수 있다. 사이판섬은 해발이 높은 곳에 지어진 집일수록 더 비싸다. 그 때문에 타포차우산 지역의 집들은 상당히 비싼데, 이유는 크게 세가지로 나뉜다. 첫째는 쓰나미 위협으로부터 훨씬 안전하며, 둘째는 한적하여 개인 공간을 가질 수 있고, 셋째는 경치가 매우 빼어나고 기후가 비교적 시원하기 때문이다. 주로 고소득 층들이 개인 주택을 짓고 살기 때문에, 집이 보기 쉬운 편은 아니다. 주로 열대 우림 지형을 가지고 있다.